# Revolucija
Revolucija je relativno hitra in absolutno dramatična sprememba (popolni preobrat). Ta sprememba lahko poteka na družbenem ali političnem nivoju v kratkem času; lahko pa je večja sprememba v kulturi ali gospodarstvu.
Nekatere revolucije izvede večina prebivalcev, medtem ko pa druge vodi manjša skupina revolucionarjev.